# Bar-Khoba Satu Mare
Bar-Khoba Satu Mare a fost o echipă de fotbal ce reprezenta comunitatea evreiască din municipiul Satu Mare. Clubul de fotbal s-a înființat în anul 1922 după modelul AS Haggibor din Cluj. 
Echipa s-a constituit în cadrul Asociației Bar-Khoba ce mai organiza pentru tinerii evrei concuri de tenis, ping-pong și scrimă.

## Palmares
Liga a III-a
 Vicecampioni (2):  1936-37 1937–38